# 吳大朴
吳大朴（？—17世紀），字未孩，號澹玄，河南汝寧府光州固始縣民籍商城县人，明朝政治人物。

## 生平
吳大朴在天啓元年（1621年）中舉人，次年（1622年）聯捷進士，户部觀政，三年八月授南直隸當塗縣知縣，四年應天同考，五年調任無錫縣，江漲時親自祈禱，潮水立刻退下；七年陞任兵部車駕司主事，本年考察調簡，崇禎二年（1629年）起補顺天府知事，升刑部主事，審案持平寬仁，釋放疑獄，救活戴澤等十三人。三年降为浙江布政司經歷，四年升南京刑部湖廣司主事，五年升员外郎、郎中。
崇禎六年（1633年），吳大朴外任廬州府知府，派遣斥候、詳細考察以防備流寇；盜賊來臨，他鼓勵士民出力，親自應戰防禦，廬州城得以保全，不久因過勞去世，朝廷追贈太僕寺卿。由於他曾奏請免除廬州雜稅和積欠，廬州人民為其入祀名宦祠。

## 家族
曾祖吳豹，故未仕。祖父吳景佳，故不仕。父吳星，故不仕。母王氏，故。永感下。兄大成（廪生）、大白（庠生）。娶楊氏。子泽昌（庠生）、德昌、善昌、滋昌、慈昌、寖昌。